# 기요카와촌 (오이타현)
기요카와촌(清川村)은 오이타현 남서부 오노군의 중앙부에 위치했던 촌이다. 2005년 3월 31일에, 미에정, 오가타정, 아사지정, 오노정, 지토세촌, 이누카이정과 합병해 분고오노시가 되었다.

## 역사
- 1955년 1월 1일 - 오노군 3촌이 합병해, 기요카와촌이 되었다.
- 2005년 3월 31일 - 미에정, 오가타정, 아사지정, 오노정, 지토세촌, 이누카이정과 합병해 분고오노시가 되었다.

## 교통

### 철도
- 규슈 여객철도 호히 본선

### 도로
- 국도 502호선